# Souvlastní
Souvlastní (německy Saufloß) je vesnice, katastrální území a základní sídelní jednotka obce Zdobnice v okrese Rychnov nad Kněžnou v Orlických horách. V roce 2011 mělo 24 stálých obyvatel. Administrativní součástí Souvlastní bývala i osada Kolava (německy Kohlhau), která po roce 1950 zanikla.

## Poloha
Katastrální území Souvlastní se rozkládá na 502 hektarech ve výšce 510 až 800 metrů nad mořem. Téměř celé spadá do chráněné krajinné oblasti Orlické hory. Sousedí na severu s Velkou Zdobnicí (další část obce Zdobnice), na severovýchodě s Říčkami v Orlických horách, na jihu a východě s Nebeskou Rybnou (část Rokytnice v Orlických horách) a na jihozápadě s Bělou u Liberka (část obce Liberk). Západní hranici tvoří převážně řeka Zdobnice, za níž se nachází Kunčina Ves u Zdobnice (další část obce Zdobnice). Většinu katastrálního území pokrývají lesy, louky a pastviny.

## Charakter vesnice a dopravní spojení
Intravilán Souvlastní se nachází ve výšce 520 až 650 metrů nad mořem a má převážně charakter roztroušených horských chalup a roubených stavení. Osou vesnice je asi 2,5 kilometrů dlouhá slepá asfaltová silnice (31011), která se v dolní části napojuje na silnici II/310 vedoucí od hranic s Polskem v Olešnici v Orlických horách do Letohradu. U silniční odbočky bývala do konce 20. století celní škola, v jejíž budově dnes funguje penzion. Vedle penzionu se nachází autobusová zastávka, kterou obsluhuje linka spojující Zdobnici s Rychnovem nad Kněžnou. V místě autobusové zastávky je dále průsečík turisticky značených cest žluté, která vede od Žamberka a Rokytnice v Orlických horách do Kunčiny Vsi, Kačerova, Uhřínova a dále do Dobrošova, a zelené, která spojuje Černou Vodu, Mezivrší (hřeben Orlických hor) a Říčky v Orlických horách s Javornicí a Rychnovem nad Kněžnou. V horní části vesnice se nachází římskokatolická kaple Panny Marie Královny s pravidelnými nedělními bohoslužbami a rozsáhlé zemědělské stavení (někdejší kravín), které dnes slouží jako zázemí ekofarmy skotu sídlící v Nebeské Rybné. Rozšířen je v Souvlastní i chov ovcí.

## Historie a památky
Souvlastní bývalo samostatnou obcí, která byla roku 1949 přičleněna ke Zdobnici. Do druhé světové války bylo obývané německým obyvatelstvem, které se věnovalo zejména dřevorubectví a pálení uhlí. Po jeho vysídlení byla oblast v menší míře dosídlena rodinami etnických Čechů z rumunského Banátu. Část domů začala být využívána jen k rekreačním účelům chalupářů, mnoho předválečných staveb zůstalo opuštěných a chátralo. Ve druhé polovině 20. století v Souvlastní vzniklo JZD, což vedlo k intenzifikaci zemědělství a vytvoření rozsáhlých polí. Ta byla po roce 1989 přeměněna na louky a pastviny a místní zemědělství zčásti ztratilo svůj význam, zčásti přešlo na ekologické formy. V posledních letech se rozvíjí turismus, ve vesnici funguje několik penzionů a ubytovacích zařízení. Z památek se na území Souvlastní nachází spolu s kaplemi i několik božích muk a kamenných křížů pocházejících většinou z 18. až 19. století. Významnou krajinnou dominantou je téměř dvě stě let starý památný strom jasan ztepilý v horní části Souvlastní.

## Obyvatelstvo
| rok        | 1869 | 1880 | 1890 | 1900 | 1910 | 1921 | 1930 | 1950 | 1961 | 1970 | 1980 | 1991 | 2001 | 2011 |
| ---------- | ---- | ---- | ---- | ---- | ---- | ---- | ---- | ---- | ---- | ---- | ---- | ---- | ---- | ---- |
| Souvlastní | 368  | 371  | 370  | 338  | 312  | 265  | 226  | 62   | 134  | 70   | 34   | 17   | 12   | 24   |
| Kolava     | 43   | 39   | 44   | 30   | 32   | 33   | 27   | –    | –    | –    | –    | –    | –    | –    |